# Principado de Moscú
El Gran Principado de Moscú (en ruso: Княжество Московское: Kniázhestvo Moskóvskoye), o Gran Ducado de Moscú (en ruso: Великое княжество Московское: Velíkoye kniázhestvo Moskóvskoye) es el nombre del Estado ruso que existió desde el siglo XIII hasta el XVI. El Gran Principado de Moscú, como se lo conoce en los documentos rusos, se formó en los territorios septentrionales del primer estado eslavo oriental, llamado Rus de Kiev, y fue el predecesor del Zarato ruso (en ruso: Русское Царство, Rússkoye Tsarstvo), que fue sucedido por el Imperio ruso.

## Historia

### Establecimiento del Principado de Moscú

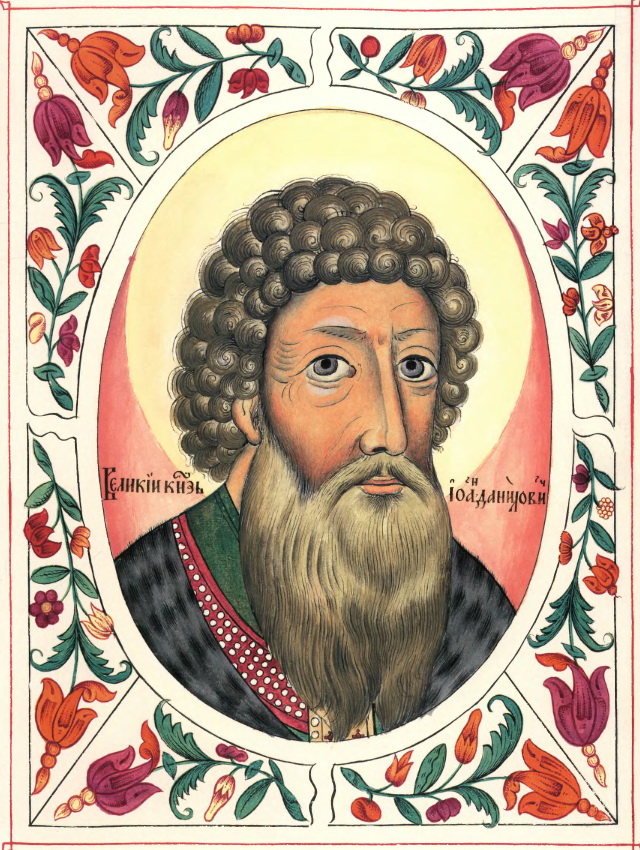
Iván I de Rusia (Iván Kalitá)

Cuando el Imperio mongol invadió las tierras de la Rus de Kiev, Moscú era un pequeño pueblo del Principado de Vladímir-Súzdal. En 1236, el príncipe de Vladímir (kniaz) Yuri II donó, en calidad de infantado (en ruso, удельное княжество o udélnoe kniázhestvo), Moscú a su hijo Vladímir Yúrievich.
Aunque los mongoles quemaron Moscú en el invierno de 1238, la localización forestal del remoto pueblo ofrecía cierta seguridad. La presencia de un gran número de ríos proporcionaría en el futuro la posibilidad de acceso desde Moscú a tres mares, el Báltico, el Negro y el Caspio, y facilitaría la conquista de Rusia Occidental.
Más importante aún para la formación del estado moscovita, fue el gobierno de príncipes ambiciosos, determinados y afortunados. El primer príncipe moscovita fue Daniil Aleksándrovich (reinado entre 1283 y 1303), que aseguró el principado para su familia, los Rúrikovich. Su hijo, Iván I de Rusia (reinado entre 1316 y 1340), llamado Iván Kalitá (Iván la Bolsa de dinero), obtuvo el título de Gran Príncipe de Vladímir de los líderes mongoles. Cooperó estrechamente con los mongoles, recaudando tributos de otros principados en los que se fragmentó la Rus de Kiev. Esta relación le valió ascendencia regional, particularmente sobre el principal rival de Moscú, el Principado de Tver.
En 1325, Iván I trasladó al metropolita Pedro de Kiev desde Vladímir a Moscú. Previamente, en 1299, el metropolita Máximo de Kiev se había trasladado de Kiev a Vladímir. Ambos ostentaron el título de Metropolita de Kiev y toda Rus (véase en:Metropolis of Kiev and all Rus').

### Dmitri Donskói

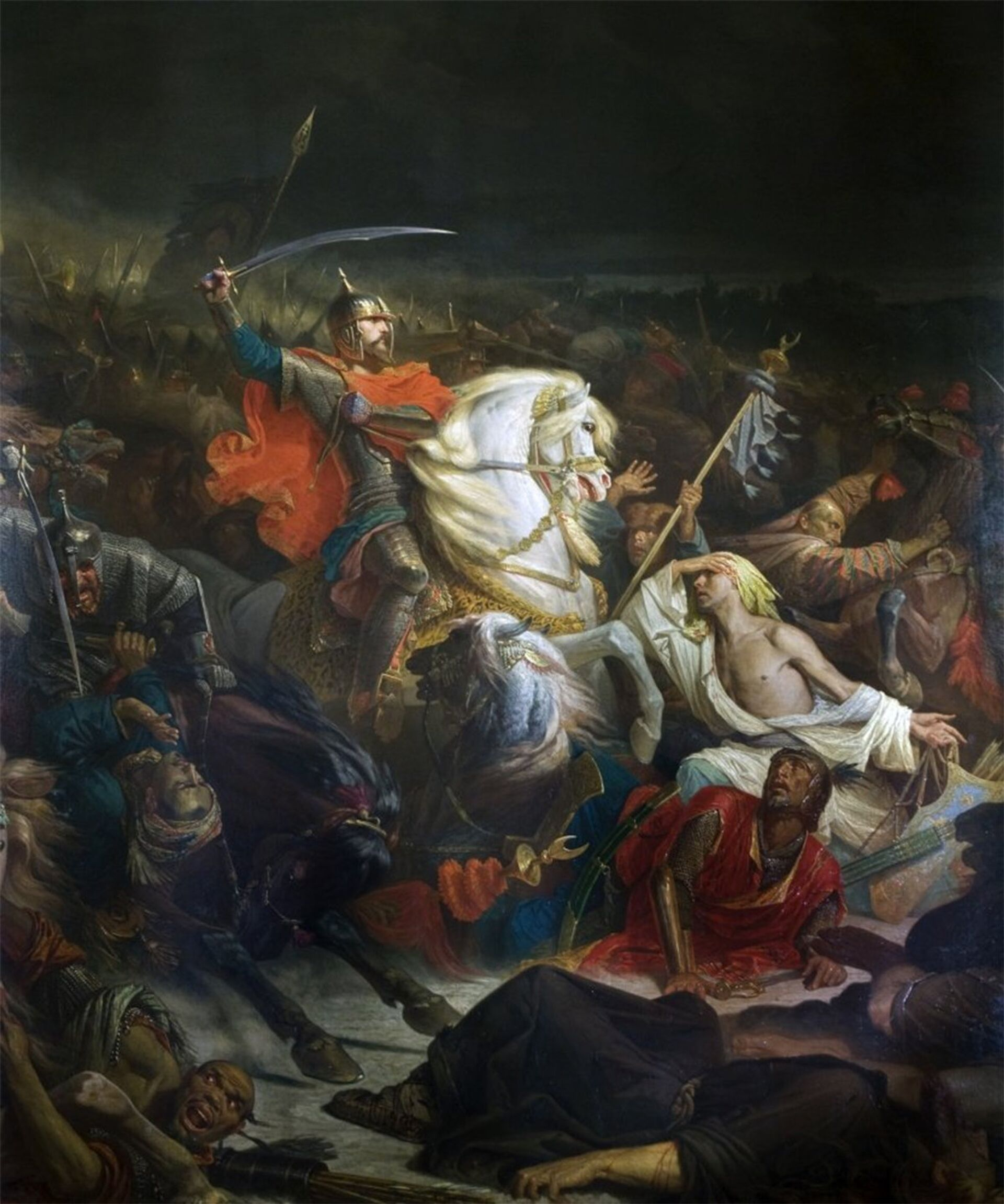
Dmitri Donskói en la batalla de Kulikovo de 1380. Pintura de Adolphe Yvon, 1849.

Los sucesores de Iván continuaron reuniendo las tierras de Moscovia para aumentar la población y la riqueza bajo su dominio. En el proceso, sus intereses chocaron con el Gran Ducado de Lituania, en expansión, cuyos súbditos eran predominantemente eslavos orientales y ortodoxos. El gran duque Algirdas de Lituania se alió por matrimonio con Tver y emprendió tres expediciones contra Moscú (1368, 1370, 1372), pero no pudo tomarla. La principal manzana de la discordia entre Moscú y Vilna era la gran ciudad de Smolensk.
En la década de 1350, el país y la familia real se vieron afectados por la peste negra. Dmitri Ivánovich tenía nueve años cuando murieron sus padres y el título de gran duque pasó a manos de su pariente lejano, Dmitri Konstantínovich. Rodeado de lituanos y nómadas musulmanes, el gobernante de Moscú cultivó una alianza con la Iglesia ortodoxa rusa, que experimentó un resurgimiento de su influencia, debido a la reforma monástica de San Sergio de Rádonezh.
Educado por Alejo de Moscú, Dmitri se hizo pasar por campeón de la ortodoxia y consiguió unir a los principados beligerantes de Moscovia en su lucha contra la Horda. Desafió la autoridad de Khan y derrotó a su comandante Mamái en la épica batalla de Kulikovo (1380). Sin embargo, la victoria no le reportó beneficios a corto plazo; Toqtamysh saqueó Moscú en 1382 con la esperanza de reafirmar su autoridad sobre su vasallo, el Gran Príncipe, y su propia hegemonía mongola, matando a 24 000 personas.
No obstante, Dmitri se convirtió en un héroe nacional. El recuerdo del Campo de Kulikovo hizo que la población de Moscovia empezara a creer en su capacidad para acabar con la dominación tártara y convertirse en un pueblo libre. En 1389, pasó el trono a su hijo Basilio I sin molestarse en obtener la sanción del Khan.

### Basilio I y Basilio II

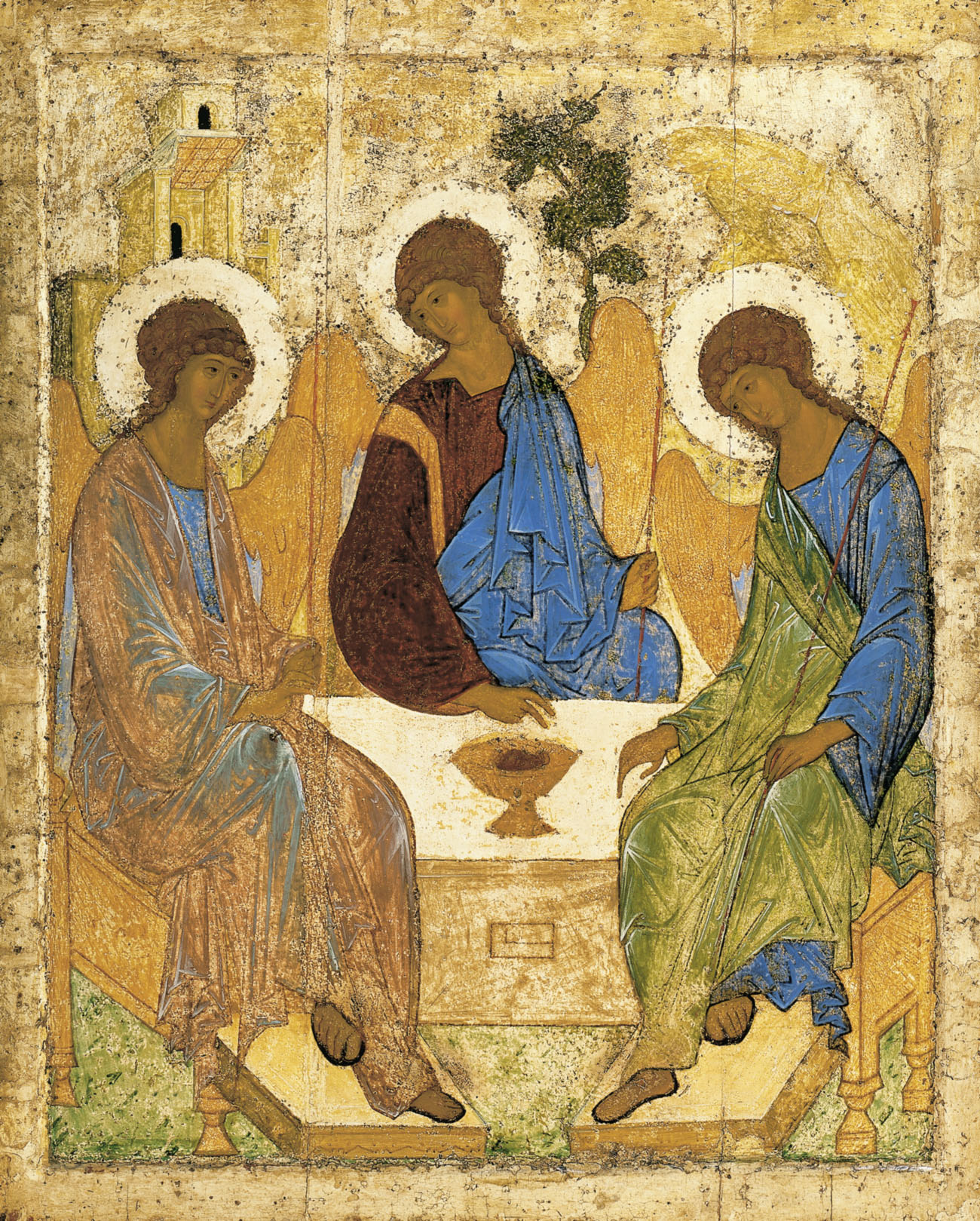
Andréi Rubliov famoso icono de la Trinidad.

Basilio I (1389-1425) continuó la política de su padre. Tras el ataque de la Horda por Tamerlán, desistió de pagar tributo al Khan, pero se vio obligado a seguir una política más conciliadora tras la incursión de Edigu en Moscú en 1408. Casado con la única hija del gran duque Vytautas de Lituania, intentó evitar conflictos abiertos con su poderoso suegro, incluso cuando éste se anexionó Smolensk. Los años pacíficos de su largo reinado estuvieron marcados por la continua expansión hacia el este (anexión de Nizni Nóvgorod y Súzdal, 1392) y hacia el norte (anexión de Vólogda, Veliki Ústiug y Perm de Výchegda, 1398). Nizni Nóvgorod fue entregada por el Kan de la Horda de Oro como recompensa por la ayuda moscovita contra un rival.
Las reformas de San Sergio desencadenaron un renacimiento cultural, ejemplificado por los iconos y frescos del monje Andréi Rubliov. Los discípulos de San Sergio fundaron cientos de monasterios en lugares lejanos e inhóspitos, como los Monasterios Kirilo-Belozerski y Solovetski. Aparte de sus funciones culturales, estos monasterios eran grandes terratenientes que podían controlar la economía de una región adyacente. De hecho, servían como puestos avanzados de la influencia moscovita en los principados y repúblicas vecinos. Otro factor responsable de la expansión del Gran Ducado de Moscú fue su favorable situación dinástica, en la que cada soberano era sucedido por su hijo, mientras que los principados rivales estaban plagados de luchas dinásticas y se dividían en entidades políticas cada vez más pequeñas. La única rama lateral de la Casa de Moscú, representada por Vladímir de Sérpujov y sus descendientes, estaba firmemente anclada en el Ducado de Moscú.
La situación cambió con la subida al trono del sucesor de Basilio I, Basilio II (r. 1425-62). En poco tiempo, su tío Yuri de Zvenígorod comenzó a avanzar en sus pretensiones al trono y al Gorro de Monómaco. Un amargo conflicto familiar estalló y sacudió el país durante todo el reinado. Tras la muerte de Yuri en 1432, las reivindicaciones fueron retomadas por sus hijos, Vasili Kosói y Dmitri Shemiaka, que prosiguieron la Gran Guerra Feudal hasta bien entrada la década de 1450. Aunque fue expulsado de Moscú en varias ocasiones, hecho prisionero por Ulugh Muhammad de Kazán y cegado en 1446, Basilio II consiguió finalmente triunfar sobre sus enemigos y pasar el trono a su hijo.  A instancias suyas, Jonás de Moscú, un obispo nativo, fue elegido metropolitano de Moscú, lo que equivalía a una declaración de independencia de la Iglesia Ortodoxa Rusa respecto al Patriarca de Constantinopla (1448).

### Iván III

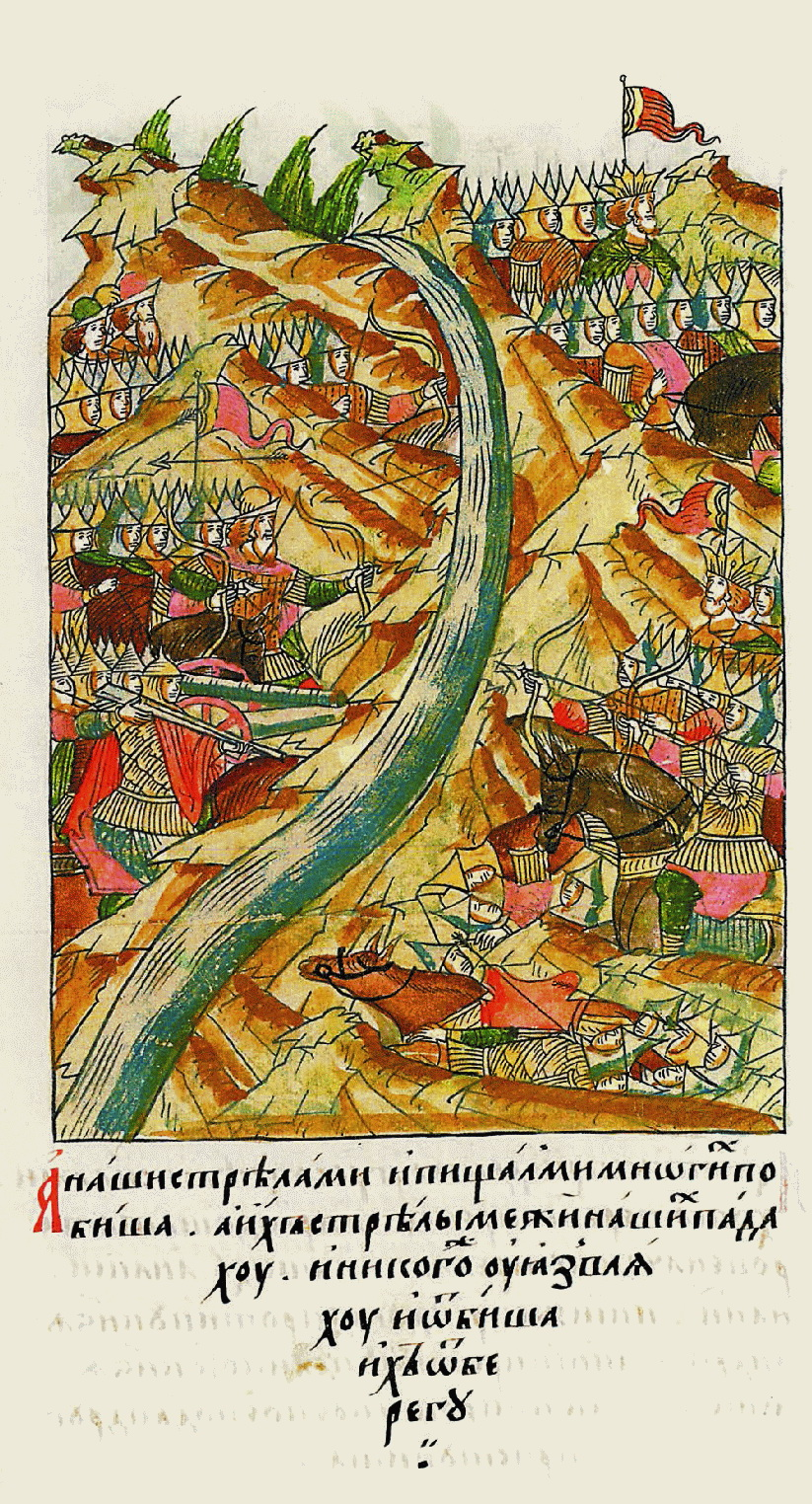
Gran batalla en el río Ugrá, 1480. Ilustración de una miniatura rusa del.

La expansión exterior del Gran Ducado en los siglos XIV y XV fue acompañada de una consolidación interna. En el siglo XV, los gobernantes de Moscú consideraban que todo el territorio de Moscovia era de su propiedad colectiva. Varios príncipes semiindependientes de la dinastía de Rúrik seguían reclamando territorios específicos, pero Iván III (el Grande; r. 1462-1505) obligó a los príncipes menores a reconocer al gran príncipe de Moscú y a sus descendientes como gobernantes incuestionables con control sobre los asuntos militares, judiciales y exteriores.
Moscú obtuvo la plena soberanía sobre una parte significativa de las tierras de Moscovia étnica en 1480, cuando el señorío de los tártaros terminó oficialmente tras su derrota en la Gran batalla del río Ugrá'. A principios del siglo XVI, prácticamente todas esas tierras estaban unidas, incluida la República de Nóvgorod (anexionada en 1478) y el Principado de Tver (anexionado en 1485). A través de la herencia, Iván pudo controlar el importante Principado de Riazán, y los príncipes de Rostov y Yaroslavl se subordinaron a él. La ciudad de Pskov del noroeste, formada por la ciudad y algunas tierras circundantes, permaneció independiente en este periodo, pero el hijo de Iván, Basilio III (r. 1505-33), la conquistó más tarde.
Una vez consolidado el núcleo de Rusia bajo su mandato, Iván III se convirtió en el primer gobernante moscovita en adoptar los títulos de zar y "Gobernante de toda la Rus". Iván compitió con su poderoso rival del noroeste, el Gran Ducado de Lituania, por el control de algunos de los antiguos principados semindependientes de la Rus de Kiev en las cuencas altas de los ríos Dniéper y Donets. A través de las deserciones de algunos príncipes, escaramuzas fronterizas, y las largas e inconclusas guerras moscovito-lituanas que no terminaron hasta 1503, Iván III fue capaz de empujar hacia el oeste, y el estado de Moscú se triplicó en tamaño bajo su gobierno.
El reinado de los zares comenzó oficialmente con Iván el Terrible, el primer monarca coronado Zar de Rusia, pero en la práctica empezó con Iván III, que completó la centralización del estado (tradicionalmente conocida como la reunión de las tierras rusas).

## Corte

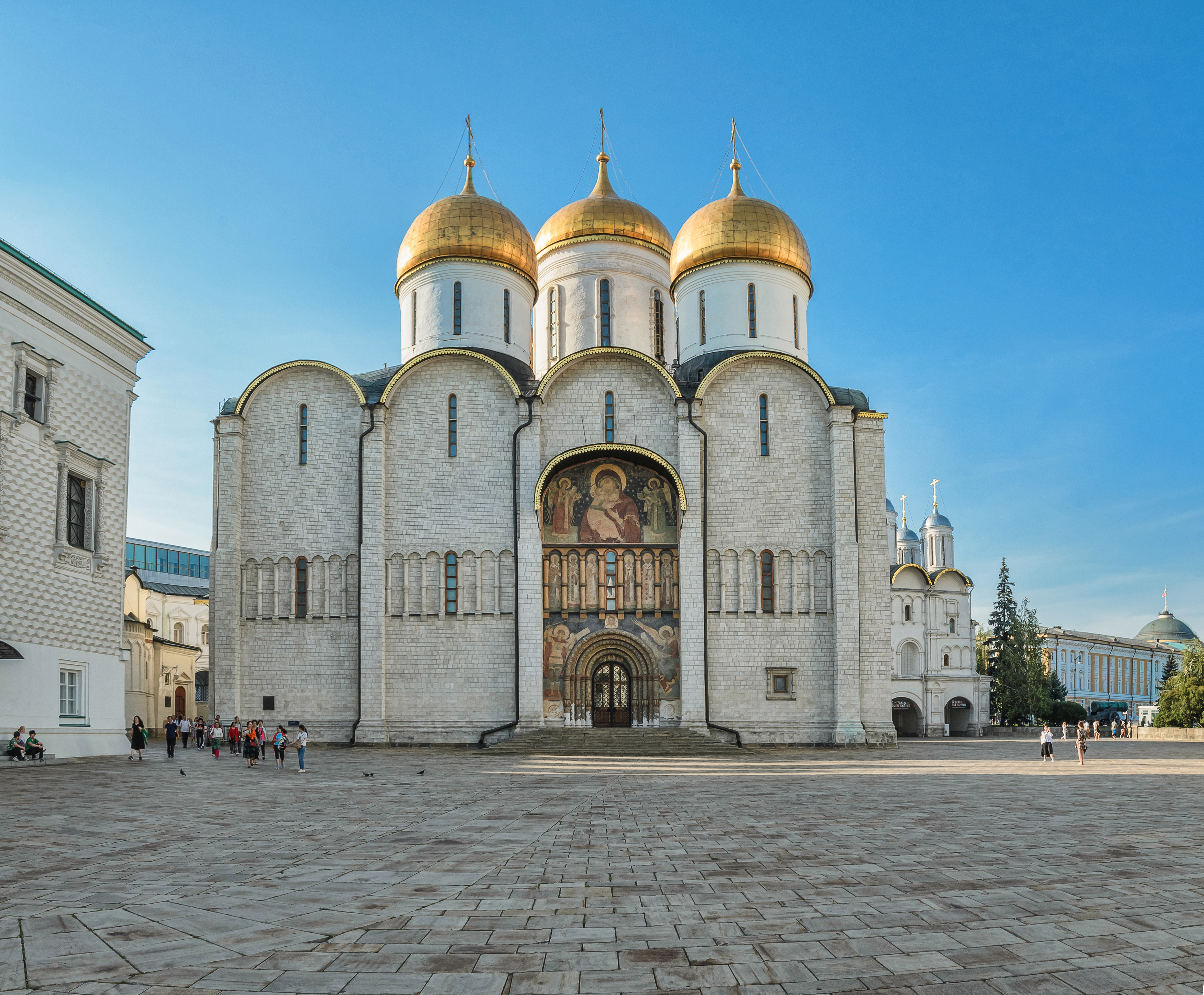
La Catedral de la Dormición en el Kremlin de Moscú.

La corte de los príncipes moscovitas combinaba ceremonias y costumbres heredadas de la Rus de Kiev con otras importadas del Imperio Bizantino y la Horda de Oro. Algunos cargos tradicionales rusos, como el de týsiatski y veche, fueron abolidos gradualmente para consolidar el poder en manos del príncipe gobernante. Un nuevo y elaborado sistema de precedencia en la corte, o méstnichestvo', basaba el rango y la función del noble en el rango y la función de sus antepasados y otros miembros de su familia. El escalón más alto de la nobles hereditaria estaba compuesto por los boyardos. Se dividían en tres categorías:
- Príncipes Ruríkidas de ciudades del Alto Oká, Súzdal, Rostov, Yaroslavl, etc. que vivían en Moscú después de que sus principados hereditarios hubieran sido incorporados al Ducado de Moscú (por ejemplo, Shuiski, Vorotynski, Repnín, Romodánovski);
- Príncipes extranjeros del Lituania y de la Horda de Oro, que afirman descender de Gediminas, gran duque de Lituania (por ejemplo, Belski, Mstislavski, Golitsin, Trubetskói) o de Genghis Khan;
- Antiguas familias de la nobleza moscovita que constan al servicio de los Grandes Duques desde el siglo XIV (por ejemplo, Románov, Godunov, Sheremétev).

Los boyardos Ruríkidas y Gedimínidas, cuyos padres y abuelos eran príncipes independientes, se consideraban parientes del gran príncipe y, por tanto, casi iguales a él. En tiempos de turbulencias dinásticas (como los años de la minoría de edad de Iván IV), el boyardato constituía una fuerza interna que suponía una amenaza permanente para el trono. Una forma temprana de conflicto del monarca con los boyardos fue la política de oprichnina de Iván el Terrible.
Durante tales conflictos, Iván, Borís Godunov y algunos monarcas posteriores sintieron la necesidad de contrarrestar el boyardato creando un nuevo tipo de nobleza, basada en la devoción personal al zar y en los méritos ganados por el servicio fiel, más que por la herencia. Más tarde, a estos nuevos nobles se les llamó dvoryanos (en singular: dvoryanín). El nombre procede de la palabra rusa dvor, que significa dvor del zar, es decir, La Corte. De ahí la expresión pozhálovat ko dvorú, es decir, ser llamado a (servir a) La Corte.